# 4e Kings
Circonscription électorale provinciale du Canada
4e Kings était une circonscription électorale dans la province canadienne de l'Île-du-Prince-Édouard, qui élisait deux membres à l'Assemblée législative de l'Île-du-Prince-Édouard de 1873 à 1993.

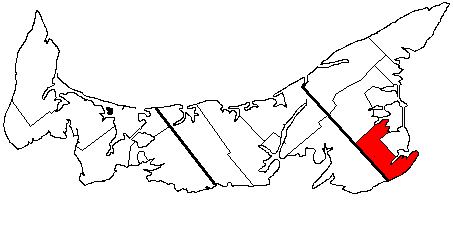
Carte démontrant la circonscription électorale de 4e Kings

Le district contenait la partie sud du comté de Kings.

## Membre de l'Assemblée législative

### Deux membres de 1873 à 1893
|  | Années    | Membre          | Parti        |
|  | --------- | --------------- | ------------ |
|  | 1873-1876 | L. H. Davies    | Libéral      |
|  | 1876-1879 | James Robertson |              |
|  | 1879-1883 | W. A. Poole     | Conservateur |
|  | 1883-1884 | J. E. Robertson |              |
|  | 1884-1890 | Samuel Prowse   | Conservateur |
|  | 1890-1893 | James Clow      | Conservateur |

|  | Années    | Membre           | Parti        |
|  | --------- | ---------------- | ------------ |
|  | 1873-1876 | Manoah Rowe      | Libéral      |
|  | 1876-1883 | Samuel Prowse    | Conservateur |
|  | 1883-1886 | Malcolm McFayden | Libéral      |
|  | 1886-1893 | Angus McLeod     | Libéral      |

### Deux membres (député et conseiller) de 1893 à 1996

#### Député
|  | Années    | Membre              | Parti        |
|  | --------- | ------------------- | ------------ |
|  | 1893-1899 | Donald A. McKinnon  | Libéral      |
|  | 1899-1900 | Albert P. Prowse    |              |
|  | 1900-1904 | John A. Mathieson   | Conservateur |
|  | 1904-1919 | Albert P. Prowse    | Conservateur |
|  | 1919-1923 | Wallace B. Butler   | Libéral      |
|  | 1923-1927 | Maynard F. McDonald | Conservateur |
|  | 1927-1949 | John A. Campbell    | Libéral      |
|  | 1949-1951 | Daniel A. MacRae    |              |
|  | 1951-1972 | M. Lorne Bonnell    | Libéral      |
|  | 1972-1974 | John C. Bonnell     | Libéral      |
|  | 1974-1978 | Charles Fraser      | Libéral      |
|  | 1978-1984 | Pat Binns           | Conservateur |
|  | 1984-1996 | Stanley Bruce       | Libéral      |

#### Conseiller
|  | Années    | Membre                     | Parti        |
|  | --------- | -------------------------- | ------------ |
|  | 1893-1897 | George B. Aitken           | Libéral      |
|  | 1897-1919 | Murdoch McKinnon           | Conservateur |
|  | 1919-1922 | William G. Sutherland      | Libéral      |
|  | 1922-1923 | Mark H. Bonnell            | Libéral      |
|  | 1923-1925 | Albert P. Prowse           | Conservateur |
|  | 1926-1927 | Norman MacLeod             |              |
|  | 1927-1931 | Walter Bruce Butler        | Libéral      |
|  | 1931-1943 | Montague Annear            | Libéral      |
|  | 1943-1947 | Murdock McGowan            | Conservateur |
|  | 1947-1966 | Alexander Wallace Matheson | Libéral      |
|  | 1966-1970 | Keir Clark                 | Libéral      |
|  | 1970-1978 | Gilbert R. Clements        | Libéral      |
|  | 1978-1979 | Johnnie Williams           | Conservateur |
|  | 1979-1995 | Gilbert R. Clements        | Libéral      |